# Шинскатебери (община)
Община Шинскатебери (на шведски: Skinnskattebergs kommun) е разположена в лен Вестманланд, централна Швеция с обща площ 722 km2 и население 4411 души (към 31 декември 2013). Административен център на община Шинскатебери е едноименния град Шинскатебери.